# 藤原眞莉
藤原 眞莉（ふじわら まり、1978年1月8日 - ）福岡県福岡市出身の少女小説家。山羊座、O型。福岡商業高等学校（現 福岡市立福翔高等学校）卒業。
1995年、高校生の時、『帰る日まで』で95年上期コバルトノベル大賞読者大賞を受賞しデビュー。
厚底靴と幕末と福岡ソフトバンクホークスをこよなく愛する九州人。

## 作品リスト
- 帰る日まで
- 風のめぐる時を
- 雨は君がために（上）・（下）
- 君が眠りゆく朝に（上）・（中）・（下）
- 天帝譚シリーズ
- 眠らぬ森の妖精奇譚
- 夢の痕
- 17 -girl seventeen-
- 王国と姫君のための結婚協奏曲
- 姫神さまに願いをシリーズ（戦国本編・平安晴明編）
- 清少納言 梛子シリーズ ‐上記番外編
- 王宮ロマンス革命シリーズ
- 花いのちの詩シリーズ
- 神巫うさぎシリーズ